# Cleora goldfinchi
Cleora goldfinchi es una especie de polilla de la familia Geometridae. La especie fue descrita por primera vez por Louis Beethoven Prout en 1937 con distribución en Rockhampton (Queensland), Australia.